# Operacija Gusar
Operacija Gusar – popularno Operacija Maslenica ili Akcija Maslenica – oslobodilačka je operacija Oružanih Snaga Republike Hrvatske i pripadnika Ministarstva unutarnjih poslova RH, protiv vojnih snaga Republike Srpske Krajine koje su u zaleđu Zadra do tada držale okupiranim područje koje je prekidalo kopnenu komunikaciju Dalmacije s ostalim područjem pod kontrolom legitimnih vlasti Republike Hrvatske. Vojna je akcija pripremana i izvedena u razdoblju od 6. do 27. siječnja 1993.; same su borbe na terenu otpočele 22. siječnja 1993. u 6 sati. Tijekom akcije hrvatski vojnici i policajci oslobodili su zadarsko zaleđe, Masleničko ždrilo i zrakoplovnu luku Zemunik, a naknadno je oslobođena i brana Peruća, koju su pobunjeni Srbi pokušali srušiti dizanjem u zrak, ali koja zbog te eksplozije nije bila srušena.
Napredovanje hrvatskih snaga u prvim danima izazvalo je »rasulo« (termin iz srpskog vojnog izvještaja) u postrojbama srpske strane, koje su potom konsolidirane uz pomoć dragovoljaca pristiglih iz Srbije (Arkanovi »Tigrovi«, pripadnici Srpske radikalne stranke itd.) i jedinica pridošlih iz sastava vojne sile bosanskih Srba (»Vukovi s Vučjaka« i dr.); protunapadne aktivnosti koje su potom Srbi uspjeli izvesti nisu međutim uspjele potisnuti hrvatske snage natrag prema Zadru. Dragovoljci pristigli iz Bosne i Srbije, koji su odmah bačeni u teške borbe s OSRH, u velikom broju dezertiraju već nakon desetak dana.

## Uvod
Operaciju su planirali i izveli generali Janko Bobetko, Ante Gotovina, Ante Roso, Mirko Norac i Mladen Markač. U izvedbi operacije Maslenica bile su angažirane sve grane oružanih snaga, a sudjelovale su postrojbe tadašnjeg Zbornog područja Split (4. gardijska brigada »Pauci«, taktičke grupe 112. i 113., 126. brigada, 7. domobranska pukovnija, 40. inženjerijska bojna, 72. bojna Vojne policije), specijalne postrojbe MUP-a, dijelovi 9., 3., 2., i 1. gardijske brigade, dijelovi postrojbi GSHV-a, te Središnjica elektroničkog djelovanja Split, kopnene, diverzantske i pomorske snage HRM-a i eskadrila helikoptera HRZ-a.
Druga strana, kojoj su na čelu bili Mile Novaković (zapovjednik 7. korpusa Srpske Vojske Krajine, Milan Đilas (zapovjednik 7. korpusa SVK), Jovan Dopuđ (zapovjednik 4. lake brigade), Dragan Harambašić (zapovjednik 75. motorizirane brigade), Dragan Tanjga (zapovjednik ad hoc formirane »1. operativne grupe«) i Momčilo Bogunović (zapovjednik 92. motorizirane brigade, poginuo 1. veljače 1993.) je uočila grupiranje hrvatskih snaga, ali nije uspjela pravovremeno organizirati obranu koja bi spriječila napredovanje OSRH.
Na početku akcije u borbe je bilo uključeno po približno 3500 vojnika sa svake strane. Srpske snage su povećale brojnost svojih efektiva dovlačenjem novih snaga, a hrvatska je strana smjenjivala umorne postrojbe na prvoj liniji i u borbu uvodila svježe snage.

## Prije operacije
Agresor je u svojim nakanama komadanja Hrvatske 1991. godine gotovo i uspio, te je upravo na području Novskoga ždrila već u početnim silovitim napadima komunikacijski presjekao Hrvatsku na dva dijela ugrozivši čitavo Hrvatsko primorje. Time je zapriječio prometnu i gospodarsku povezanost između sjevera i juga Hrvatske. Željeznički promet prema Dalmaciji je bio posve prekinut, a cestovna vozila su putovala preko otoka Paga, gdje je zbog nevremena često bio u prekidu trajektni promet. Hrvatski puk u Dalmaciji, ali i onaj u Herceg Bosni, kojem se u to vrijeme opskrba dostavljala tim nesigurnim putem, bio je doveden u tešku situaciju.
U vremenu pred izvođenje Operacije Gusar, Hrvatska je nastojala brojnim pregovorima, potpisanim sporazumima i primirjima s pobunjenim Srbima potaknuti dogovorno rješavanje sukoba; međutim su dogovori između Hrvatske koja je htjela uspostaviti suverenitet na čitavom državnom teritoriju i četnika koji su težili »prisajedinjenju« Srbiji iz očitih razloga bili neuspješni. U razdoblju nakon Sarajevskog primirja 1992. god., srpski pobunjenici su nastavili s ubojstvima, maltretiranjem i protjerivanjem preostalih Hrvata iz zadarskog zaleđa, pljačkajući njihovu imovinu i paleći kuće. U tome ih nije spriječila niti prisutnost međunarodnih snaga UNPROFOR-a, pristiglih osam mjeseci ranije, koje su prema tzv. Vanceovom planu trebale pružiti sigurnost i zaštitu preostalim Hrvatima u UNPA zonama, osigurati prekid vatre, povratak prognanika u njihove domove na područje koja nisu bile pod nadzorom hrvatskih vlasti, te povratak tzv. ružičastih zona pod nadzor hrvatskih vlast.

### Cilj operacije
Cilj operacije bio je povezati sjever s jugom Hrvatske pravcem Zadar – Maslenica – Karlobag i odbaciti srpske snage iz Rovanjske, Novskog ždrila, Maslenice i od magistrale Posedarje – Zadar. Akcija je bila ključna za obranu i daljnja vojna djelovanja Hrvatske vojske.

## Početak operacije
Neposredno prije početka same akcije vojna sila »SAO Krajine« se na svim položajima u Sjevernoj Dalmaciji ojačava, utvrđuje, dovozi strjeljivo i pogonsko gorivo, te provodi djelomičnu mobilizaciju, bitno pojačavajući ljudstvo na svim pravcima. Dva mjeseca ranije hrvatski i bosanski Srbi u Prijedoru potpisuju Deklaraciju o suradnji i težnjama za ujedinjenjem Republike Srpske i Republike Srpske Krajine, prema kojima ustanovljavaju carinsku i monetarnu uniju, jedinstveno državljanstvo i naznačuju put prema što skorije potpunom ujedinjenju.
Uvidjevši da kršenju sporazuma nema kraja te da pobunjeni Srbi čine sve kako bi izigrali Rezoluciju Vijeća sigurnosti UN-a i ostvarili odcjepljenje dijela hrvatskog teritorija, te procjenjujući inertnost te neučinkovitost snaga UNPROFOR-a, hrvatsko državno vodstvo, predvođeno dr. Franjom Tuđmanom početkom siječnja 1993. donosi odluku o provedbi akcije ograničenog dometa i cilja sa svrhom ponovnog cestovnog povezivanja sjeverne i južne Hrvatske, koja je u svakom pogledu trpila zbog prometne izoliranosti.
U odnosu na razdoblje do sarajevskog primirja, HV je u to doba u značajnoj mjeri demobilizirana; neke pričuvne brigade preformirane su u lake pješačke domobranske pukovnije (Domobranstvo kao teritorijalna komponenta OS ustanovljuje se u prosincu 1991. godine), te se glavne manevarske snage sastoje od profesionalnih brigada koje su sve bolje opremljene težom tehnikom.
Zadaća oružanih snaga bila je osloboditi zadarsko zaleđe i grad Zadar od neposrednog neprijateljskog djelovanja, odbaciti neprijatelja od hrvatske obale, presjeći osnovne putne pravce Gračac – Obrovac i Benkovac – Knin te osloboditi komunikaciju Zadar – Maslenica – Karlobag radi ponovnog povezivanja sjevera i juga Hrvatske; trebalo je osloboditi Zračnu luku Zemunik, te zauzeti ključne objekte na Velebitu koji će služiti kao oslonac izvođenju aktivne obrane i daljnjim napadnim djelovanjima.
Po dobivanju zadaće za pripremu i izvedbu Operacije Gusar, načelnik GSOSRH, general Bobetko osobno vrši obilazak dijela postrojbi i zapovjedništava HV-a izviđajući prostor na Velebitu na kojem su bile raspoređene specijalne postrojbe MUP-a RH. Izdaje zapovijedi za poduzimanje mjera popune postrojbi, izviđanje prostora pod nadzorom neprijatelja, pripremu te pregrupiranje i dovođenje dijela snaga s drugih bojišnica na zadarsko područje. Glavnu zadaću proboja neprijateljskih linija dobit će 4. gardijska brigada pod zapovijedanjem Mirka Šundova, koja je u to vrijeme dovršavala složene i naporne zadaće na širem području Dubrovnika.
Hrvatska vojska s nestrpljenjem je dočekala taj trenutak, prema kojem se krenulo s visokom razinom odlučnosti i pripremljenosti, inicijativom pojedinaca i postrojbi. Cijela operacija pripremljena je u potpunoj tajnosti, a u tu svrhu su neposredno prije napada iskopčani svi telefoni na zadarskom području. Stoga je napad vojno-redarstvenih snaga zatekao i potpuno iznenadio neprijatelja. Započeo je snažnom topničkom pripremom 22. siječnja 1993., najprije u 6:15 sati na području gdje je u proboj kretala IV. gardijska brigada; potom je u 7:05 krenula intenzivna topnička priprema prema srpskim snagama po čitavoj dužini bojišta, koja je trajala je 10-ak minuta.

## Tijek operacije
Napad su započele postrojbe raspoređene na težišnim smjerovima napada:
- Podgradina – Paljuv – Pridraga – Bruška;
- Rovanjska – Jasenice – Obrovac;
- Libinje – Bukva – Tulove grede – Mala Bobija (snage MUP-a);[18][19]
- Suhovare – Veljane.

Postrojbe u aktivnoj obrani prešle su u napad na taktičkim smjerovima:
- Briševo – Murvica – Smoković;
- Stara karaula – Musapstan – Crno;[20]
- Sv. Martin (brdo) – Babindub – Zrakoplovna baza Zemunik;
- Prkos – Škabrnja – Ražovljeva glava.

Postrojbe HV-a napale su istodobno u više smjerova potiskujući neprijateljske snage prema Zemuniku, prometnicom Zadar – Maslenica prema Benkovcu, uz obalu prema Rovanjskoj i dalje prema Obrovcu, ovladavajući dominantnim visovima na Velebitu. HV je zauzela jako neprijateljsko uporište Gradina odakle nastavlja s napredovanjem prema selima Paljuv i Buterina. Tijekom prvog dana neprijatelj nakratko konsolidira svoje snage i uspostavlja obranu u selu Podgradina pokušavajući izvršiti protuudar.
Prvoga dana (22. siječnja) oslobođeni su Rovanjska, Maslenica, Novsko ždrilo, Podgradina, Islam Latinski, Islam Grčki i Donji Kašić, a sljedećih dana Babindub, zračna luka Zemunik, Crno, Murvica, Smoković, Paljuv, dijelovi Škabrnje i Podgradine, a strateški iznimno važno bilo je preuzimanje nadzora nad širim područjem Velike i Male Bobije, Tulovih greda i Malog Alana na Velebitu odakle su hrvatske snage mogle kontrolirati Obrovac i Gračac.
Pobunjeni Srbi pokušavali su spriječiti paniku u svojim redovima pa su putem kninskog radija emitirali smirujuće poruke praćenje borbenim pjesmama i ratnim pokličima. Već drugi dan operacije, 23. siječnja, kninska radio postaja više nije mogla prikriti poruke zapomaganja zbog pretrpljenih neuspjeha, a pokušavajući smanjiti paniku Milan Martić izjavljuje:
Tijekom sljedeća tri dana (23., 24., i 25. siječnja) trajali su daljnji napadi u kojima je oslobođen Novigrad, sela Donji Kašić, Maslenica, Smoković i Reljići, a na Velebitu su Oružane snage RH izbile na crtu Sveti Rok – Mali Alan – Tulove grede – Mala Bobija (planina). 25. siječnja postrojbe HV-a u popodnevnim satima ovladavaju i selom Škabrnja, te jakim neprijateljskim uporištem Ražavljeva glava. Neprijatelj naredna dva dana intenzivno napada jakom topničko-raketnom vatrom, pa su hrvatske snage uz pretrpljene gubitke bile primorane na uzmak s osobito izloženih položaja, organizirajući obranu na crti Ambar – dio Škabrnje – Ivkovići.
Dana 24. siječnja 1993. godine srpske snage na prvoj crti se osipaju, te na dijelovima bojišnice »počinje povlačenje u paničnom bijegu« (citat iz srpskog izvještaja); u bijeg se daje i cjelokupno civilno stanovništvo s područja Obrovca.
Nakon što su na početku akcije broj hrvatskih i srpskih snaga raspoređenih području operacije bio približno jednak – oko 3500 vojnika sa svake strane, pri čemu su na hrvatskoj strani bile angažirane najbolje gardijske postrojbe – u narednim danima će brojnost srpskih snaga porasti na oko 8000 ljudi, dovođenjem spremnijih postrojbi s drugih područja pod kontrolom SVK, ali i znatne postrojbe pristigle iz Srbije i BiH. Srpske snage će oslanjajući se na takav odnos snaga izvesti opsežan protunapad, za koji su se hrvatske snage pripremile dovevši svježe snage za zamjenu postrojbi koje su proteklih dana bile izvršile najteže zadatke; tako je helikopterima na područje Kašića doveden dio snaga 3. gardijske brigade iz Slavonskog Broda, koje će prihvatiti najteži srpski protunapad na Kašić. Nakon što je uz ozbiljne gubitke na obje strane – u borbama koje su bez prekida trajale 50 sati imala je borbena skupina 3. gardijske brigade čak 32 poginula pripadnika – odbijen dvodnevni srpski protunapad kod Kašića, srpske snage su pokušale ovladati Novigradom i tako ponovo izbiti na more, presijecajući opet kopnenu vezu Dalmacije s preostalim dijelom Hrvatske. Upravo je u opetovanim borbama za Novigrad hrvatska strana pretrpjela najteže gubitke – preko 70 poginulih.
Glavni ciljevi operacije ostvareni napadima postignuti su već nakon 72 sata, ali zbog pritiska međunarodne zajednice i prijetnji sankcijama 25. siječnja je zaustavljeno napredovanje OSRH nadomak Obrovca i Benkovca. To su srpske snage iskoristile da se priberu, dovuku pojačanja i izvrše protunapad, koji je odbijen uvođenjem svježih snaga od kojih je jedan dio helikopterskim desantom prebačen iz Slavonije i uveden izravno u borbu. Snažnije borbe za dostignute crte i stabilizaciju bojišnice potrajale su još 2-3 dana.
Posebno teško bilo je pripadnicima specijalne policije na Velebitu koji su napadna djelovanja izvodili u nepovoljnim klimatskim i terenskim uvjetima, po izuzetnoj hladnoći, snijegom i ledom prekrivenim strminama, a sve praćeno hladnim zimskim vjetrovima. Zbog toga su pripadnici ove postrojbe već u prvim danima imali troje poginulih pripadnika.
Hrvatske snage uspjele su u teškim borbama zauzeti i potom zadržati predviđene objekte. Srpske snage odbačene su i iz zadarskog zaleđa i iz Rovanjske, zauzet je Zemunik, otvorena je prometnica Zadar – Maslenica, a na Velebitu hrvatske su snage osvajanjem Tulovih greda 27. siječnja 1993. godine izbile iznad Obrovca s južne i Gračaca sa sjeverne strane.
Dostignuta je crta bojišnice nakon izvedbe operacije Maslenica: Sveti Rok – Šilovići – Vučja draga – M. Bobija tt 520 – Pariževačka glava – kanjonom Zrmanje – Narandžići – Baturi – Sveti Martin – Barabe – Buterini – Mađorija – Pozderi – Donji Kašić – tt 145 – Drage – Vlaka tt 95 – Brdine – Gradina – D. Zemunik – Jabuka tt 90 – Ražovljeva glava tt 165 – Mastelje – M. Blato.
Potpuno neplanirano – nakon što su Srbi detonirali eksploziv postavljen pod branu, u očitoj namjeri da izazovu poplavu u dolini Cetine – odmah nakon Operacije Gusar na sinjskoj bojišnici provedena je oslobodilačka akcija HV-a na brani Peruća čime je konačno otklonjena prijetnja srpske vojske koja je rušenjem brane na Peručkom jezeru planirala izazvati katastrofu nesagledivih razmjera.
Od mjesta koja je zauzela Hrvatska vojska tijekom Operacije Gusar, srpske snage su nakon dva mjeseca uspjele ponovo ovladati jedino Škabrnjom.

## Politički pritisci, srpski protunapad i dovršenje operacije

### Politički pritisci
Četiri dana nakon početka napadaja Vijeće sigurnosti UN donosi rezoluciju 802 kojom traži da Hrvatska vojska i policija prekinu borbena djelovanja i napuste oslobođeni teritorij. Uslijedila je zapovijed za prekid akcije i uspostavljanje aktivne obrane na dostignutoj crti, no ne i povlačenje s oslobođenog područja jer je cilj akcije bio povezati sjever i jug Hrvatske i maknuti neprijatelja iz neposredne blizine Zadra. Tijekom trajanja borbi dio međunarodne zajednice poduzeo je diplomatsku ofenzivu protiv Hrvatske, osobito Velika Britanija i Rusija. Francuska – čiji su se vojnici u sastavu UNPROFOR-a nalazili na području zahvaćenom Operacijom Maslenica, te su dvojica njih i poginuli – šalje i nosač zrakoplova u Jadransko more.

### Srpski protunapad
Zbog stranih pritisaka, OSRH su zaustavile napredovanje nadomak Obrovca i Benkovca – i to na pozicijama koje nisu bile optimalne za obranu – što su lokalni Srbi i srbijanske paravojne postrojbe iskoristili za dovlačenje pojačanja i protunapad, operaciju Čelik. Prema riječima generala Janka Bobetka:
»Operaciju smo izveli u dvije etape, dok treća etapa nije realizirana zbog intervencije iz svijeta, pa čak i ozbiljnih prijetnji… Početni odnos snaga, s kojim smo krenuli u prvu etapu, bio je otprilike po tri i pol tisuće ljudi na objema stranama. U drugoj etapi operacije neprijateljske snage su narasle na gotovo osam tisuća ljudi… Naše su snage na širokoj fronti u tom trenutku bile neukopane i neorganizirane za obranu, s rijetko zaposjednutom linijom. To je bio najopasniji trenutak cijele operacije. Po odnosu snaga, mogli su nas razbiti, ući u Zadar i pretvoriti Operaciju 'Maslenica' od velike hrvatske pobjede u veliki hrvatski poraz.«
Hrvatska strana rizičnu situaciju kontrolira slanjem pojačanja iz sastava ponajboljih postrojbi raspoređenih na drugim ratištima; tako se primjerice već 23. siječnja 1993. godine u akciju šalje ad hoc formirana tzv. »Borbena bojna Vojne policije« od preko 600 vojnih policajaca iz svih zbornih područja (iz redova pripadnika vojne policije s područja Dalmacije od samog početka akcije je sudjelovalo 127 ljudi, u funkciji pještaštva na pravcu proboja Suhovare – Drače), koji stabiliziraju bojišnicu na području Zemunika.
Srpskim snagama dolazi značajna pomoć iz Srbije, sastavljena velikim dijelom od tzv. »Arkanovaca«, tj. pripadnika paravojnih postrojbi kojima je zapovijedao Željko Ražnatović. U naoružavanju tih postrojbi ključnu ulogu je imala pomoć koju je osiguravala Vojska Jugoslavije; koja je također osiguravala časnike za upravljanje postrojbama pobunjenih Srba u Hrvatskoj, te tehničko osoblje za poslove uz vojne snage; niži stožeri su povremeno komunicirali izravno sa zapovjedništvom Vojske Jugoslavije u Beogradu, mimo zapovjedništva SVK. Protunapad srpskih snaga, sastavljenih od lokalnih srpskih postrojbi, Arkanovaca, te dijela vojnih jedinica iz Srbije i Bosne i Hercegovine, kojim je zapovijedao general Ratko Mladić, odbijen je helikopterskim desantom dijela 2. i 3. gardijske brigade. Hrvatska vojska je potom krenula u novi napad, no taj je zaustavio predsjednik Franjo Tuđman zbog prijetnji međunarodnim sankcijama o kojima se raspravljalo pri Vijeću sigurnosti UN na prijedlog Rusije. Kako srpske snage nisu bile odbačene natrag, one su se regrupirale i izvele ponovni napad s ciljem ponovnog uspostavljanja kontrole nad Novigradom, čime bi izašli na more u blizini Novskog ždrila, gdje su hrvatske strane počele podizati pontonski most koji bi omogućio cestovnu vezu Dalmacije i preostalog dijela Hrvatske. U teškim borbama za obranu samog Novigrada poginulo je 5 pripadnika 2. gardijske brigade »Gromovi« i čak 9 pripadnika mornaričkog pješaštva »Vange«.
U daljnjem tijeku operacije značajni teret su ponijeli hrvatski branitelji sastava 3. gardijske brigade »Kune« iz Slavonskog Broda, nakon što su na glavnom pravcu djelovanja kod Kašića smijenili 4. gardijsku brigadu koja je nakon proboja neprijateljskih linija povučena na kraći odmor. U samo jednoj noći (1. na 2. veljače) su u području sela Donji Kašića ili njegove okolice poginula 23 pripadnika brodske 3. bojne Kobre iz sastava 3. gardijske brigade »Kune«, odbijajući odlučni napad borbene grupe koju je srpska strana sastavila od najboljih postrojbi koje je imala na raspolaganju. Donji Kašić je trebalo obraniti jer je bio ključnom točkom za obranu Zadra i nikako nije smio pasti neprijatelju u ruke. Makar su imali preko 50 ljudi koji su bili poginuli ili ranjeni, gardisti iz Slavonskog Broda su sami tražili da ostanu na položajima u Kašiću, gdje su i naredni dan imali teške borbe s – kako su branitelji izračunali – oko 1000 srpskih pješaka poduprtih s 19 tenkova, koji su ponovo izvršili dugotrajni i odlučni napad s ciljem zauzimanja Kašića. Hrvatski branitelji su odbili napad, nanijevši srpskim snagama ozbiljne gubitke.
I hrvatska i srpska strana tijekom akcije Maslenica mobiliziraju snage na svim područjima međusobnog dodira, ali unatoč napete situacija duž bojišnice – s iznimkom akcije u kojoj su hrvatske strane ovladale važnom branom na Peručkom jezeru – sukob ipak nije proširen izvan područja zaleđa Zadra.

## Gubitci
- Hrvatska strana: Za vrijeme napadnih djelovanja tijekom operacije, od 22. do 25. siječnja, poginulo je 13 hrvatskih branitelja, sljedeća dva dana (26. i 27. siječnja) u obrani dostignutih crta poginulo je još 6, a 70 pripadnika HV-a je ranjeno. U snažnim topničko-raketnim i tenkovskim, a povremeno i pješačko-diverzantskim, napadima neprijateljima koji su uslijedili odmah nakon operacije, do 31. ožujka 1993. broj poginulih hrvatskih branitelja popeo se na 127.[40] Tijekom narednih mjeseci su nastavljeni diverzantski napadi srpskih snaga, te se broj poginulih hrvatskih branitelja na području operacije povećao do jeseni 1993. god. na 180.[41]
- Srpska strana: Srpska vojska Krajine je pretrpjela znatno teže gubitke od hrvatskih snaga; samo u jednoj zasjedi na Velebitu poginuo je 21 srpski vojnik, te se na hrvatskoj strani procjenjuje da je na protivnoj strani poginulo 490 vojnika.[42] Broj ranjenika je zacijelo bio i veći od broja poginulih, te su takvi gubici ozbiljno uzdrmali pobunjene Srbe. Prema srpskim izvorima, stradalo je tijekom Operacije Gusar na strani RSK 348 osoba, od kojih su 65 bili dragovoljci koji su došli s područja Srbije. Navodi se da je tijekom operacije na srpskoj strani poginulo i 55 civila, od toga 34 žene i troje djece mlađe od 12 godina. Srpski izvori 2020. godine govore o pogibiji 348 Srba, među kojima je bilo 293 vojnika, kao o »ubojstvima«, međutim je Operacija Gusar očigledno bila legitimna oslobodilačka vojna akcija regularnih vojnih snaga Republike Hrvatske.[43]

Zarobljena sredstva neprijatelja u Operaciji Gusar su:
- dva tenka T-55,
- dva OTM-a M 60,
- dvije H 105 mm,
- tri MB 120 mm,
- osam MB 82 mm,
- deset MB 60 mm,
- jedanaest NST 82 mm,
- POLO 9K11 sa šesnaest raketa,
- dvijestotinečetrdeset »Zolja« RBR 64 mm,
- PZS 12,7 mm »BROWING«,
- dva PZT 20/3 mm i 20/1 mm,
- kamion pun »Osa« i mina za MB 82 mm,
- kamion pun različitog streljiva,
- inženjerijski pribor i alat,
- streljivo raznog kalibra oko 12000 komada,
- dva terenska vozila,
- i ostala razna vojna oprema.[2]

## Nakon operacije
Nakon provedbe Operacije Gusar postrojbe HV-a imale su vrlo zahtjevnu zadaću nadziranja i obrane dostignute crte dodira koja je svakodnevno bila izložena snažnim neprijateljskim oružanim provokacijama i protunapadima. Poduzete su mjere uređenja otpornih točaka i ojačanja protuoklopnim sredstvima, zaprječavanja mješovitim minskim poljima i drugim zaprekama, izradi novih paljbenih položaja topništva, uspostavljanju promatračnica i njihovom uvezivanju u sustav zapovijedanja i izvješćivanja.
Glavne aktivnosti neprijatelju bile su konsolidiranje vlastitih snaga i sprječavanje mogućeg daljnjeg djelovanja hrvatskih snaga. Neprijatelj je reorganizirao svoje snage, a nakon izvlačenja oklopnih i topničkih sredstava iz skladišta pod nadzorom snaga UNPROFOR-a planirao je prijeći u protunapad. S manjim izvidničko diverzantskim skupinama te iznenadnim topničkim djelovanjima neprijatelj pokušava destabilizirati hrvatske snage u obrani nastojeći onemogućiti grupiranja i moguća napadna djelovanja. U odmazdi zbog pretrpljenih poraza neprijateljske snage početkom veljače 1993. vrše silovite topničke napade po postrojbama HV-a i naseljima u zadarskom zaleđu. Bezuspješno pokušavajući izvršiti protunapad 2. veljače prema Zadru su uputili željeznički vagon pun eksploziva u nakani razaranja grada koji je srećom eksplodirao pred tunelom u mjestu Debeljak. Sredinom veljače tzv. SVK postigla je najveći broj vojnih obveznika ikad dostignut, ukupno 71 409 pripadnika, dok je brojno stanje njihovog Dalmatinskog korpusa iznosilo gotovo 28 000 pripadnika. Snažni protunapadi neprijatelja bili su učestali sve do svibnja 1993. Težište neprijateljskog djelovanja bilo je upravo na području Novskog ždrila s ciljem onemogućavanja izgradnje i korištenja pontonskog mosta. Hrvatske snage su uspješno gađale topničke položaje s kojih su srpske snage gađale pontonski most i time onemogućavale točno gađanje, ali je on svejedno izravno pogođen 36 puta.
Pored dinamičnih aktivnosti na crti bojišnice kod Zadra, Hrvatska vojska u tom razdoblju provodi ustrojavanje i preustrojavanje postrojbi, izobrazbu pripadnika, te poseban značaj daje organiziranju samostalnih topničkih i protuoklopnih postrojbi veličine bojne. U svrhu organiziranja što jednostavnijeg sustava vođenja i zapovijedanja postrojbama HV-a ustrojavaju se Operativne grupe.
Kroz sljedećih nekoliko mjeseci izgrađen je pontonski most na Novskom ždrilu koji je koncem srpnja 1993. pušten u promet, čime je ponovno kopneno povezana Sjeverna i Južna Hrvatska, nakon smirivanja situacije na bojištu, mostom se prometovalo do izgradnje novog Masleničkog mosta koji je završen 1997. godine.
Vijeće sigurnosti reagiralo je na operaciju izglasavanjem rezolucije 802, kojom se zahtijevalo hitan prekid neprijateljstva i povlačenje hrvatskih snaga. Činjenica da Hrvatska povodom ove akcije – kojom je hrvatska strana prekinula primirje koje je sklopljeno uz sudjelovanje UN, i tijekom koje su u granatiranju poginula dva i ranjena tri francuska vojnika iz sastava UNPROFOR-a – nije pretrpjela baš nikakve međunarodne sankcije (makar su diplomacije nekih zemalja poput Ujedinjenog Kraljevstva i Rusije u prvi čas reagirale vrlo negativno prema Hrvatskoj) predstavljala je ohrabrenje za hrvatsku stranu, a izvor zabrinutosti za srpsku.

## Zločini srpskih snaga nad civilima nakon vojne operacije
Tijekom trajanja borbi ali izvan područja na kojem su se one odvijale, srpske snage su 26. siječnja 1993. god. u okupiranim Modrićima kod Obrovca pobile su srpske snage šestoro članova obitelji Modrić: najstarija od žrtava imala je 88 godina. Dvojica pripadnika vojnih postrojbi SAO Krajine su poslije rata osuđeni zbog tog ubojstva.
Ubrzo nakon okončanja borbi, u zaseoku Erstići na okupiranom području Bukovice gdje su se odvijale borbe tijekom Operacije Gusar 9. veljače 1933. god. ubili 10 civila iz hrvatske obitelji Erstić: najmlađa od njih imala je 18, a najstarija 88 godina. Makar je u selu podignuto spomen-obilježje žrtvama, te se povodom obljetnice stradavanja tih civila okupljaju mještani, predstavnici lokalnih vlasti i građanskih udruga; te makar svjedoci ukazuju imenom i prezimenom na počinitelje, nije do 2022. godine za zločin nitko kažnjen.

## Epilog
Operacija Gusar ostat će trajno zabilježena u hrvatskoj povjesnici po jasno upućenoj poruci neprijatelju kakav ga završetak očekuje na tada okupiranim područjima RH. U svega nekoliko dana Hrvatska vojska je uspješno izvršila planiranu zadaću razbivši dotad samouvjerene neprijateljske snage. Značenje ove operacije očitovalo se i prema međunarodnoj zajednici, koja je dotad izražavala duboku sumnju u osposobljenost i snagu hrvatskih oružanih snaga. Tu sumnju ne samo da su demantirane već se čitavu međunarodnu javnost nakon Operacije Gusar osvjedočila u potpunu spremnost Hrvatske i njenih oružanih snaga, da osigura ostvarenje potpuno slobodne i samostalne hrvatske države.
Operacija Gusar je pobjedničkoj HV donijela niz iskustava koja su joj uvelike pripomogli u daljnjem jačanju, organizaciji, razvoju i uporabi postrojbi, što se očitovalo u kasnijim bitkama u kojima su oslobođena sva hrvatska područja.

## Dokumentarni filmovi
- Hrabrost djelatnika saniteta u vojnoj operaciji Maslenica
- Akcija Maslenica

## Vanjske poveznice
- Operacija Maslenica: članak iz tjednika Fokus  Arhivirana inačica izvorne stranice od 18. studenoga 2003. (Wayback Machine)
- Operacija Maslenica: Hrvatski vojnik  Arhivirana inačica izvorne stranice od 21. srpnja 2011. (Wayback Machine)
- "DOKUMENTI VOJNE PROVENIJENCIJE 'REPUBLIKE SRPSKE KRAJINE'(siječanj – lipanj 1993.)", edicija "REPUBLIKA HRVATSKA I DOMOVINSKI RAT 1990.-1995. DOKUMENTI", Knjiga 7.  Arhivirana inačica izvorne stranice od 4. ožujka 2016. (Wayback Machine)
- "DOKUMENTI INSTITUCIJA POBUNJENIH SRBA U REPUBLICI HRVATSKOJ'(siječanj – lipanj 1993.)", edicija "REPUBLIKA HRVATSKA I DOMOVINSKI RAT 1990.-1995. DOKUMENTI", Knjiga 8.  Arhivirana inačica izvorne stranice od 12. listopada 2016. (Wayback Machine)